# Hellas
Hellas fu il nome classico dell'Antica Grecia. Hellas (in greco θέμα Ἑλλάδος?, Thema Hellados) fu anche la denominazione di uno dei themata dell'impero bizantino. Il thema dell'Ellade si estendeva su parte della Grecia Centrale, della Tessaglia e, fino intorno al 800, sulla penisola del Peloponneso. Fu istituito alla fine del VII secolo, e sopravvisse fino alla fine dell'XI o XII secolo, quando fu suddiviso in distretti di estensione minore.

## Storia
L'antico termine "Hellas" era già in uso nel VI secolo per designare la Grecia meridionale in un contesto amministrativo, venendo impiegato nel Synekdemos come nome alternativo della provincia romana di Acaia. Tra la fine del VI e gli inizi del VII secolo, a causa del collasso definitivo della frontiera danubiana dell'Impero bizantino, avvennero invasioni e insediamenti slavi a larga scala in tutta la Penisola balcanica. Dal 578, le incursioni slave raggiunsero la Tessaglia e la Grecia meridionale. Favoriti dal fatto che l'Impero bizantino avesse concentrato il grosso dell'esercito sul fronte orientale dove stava combattendo lunghe e inconcludenti guerre contro i Persiani Sasanidi, gli Slavi saccheggiarono e si insediarono senza trovare resistenza. Gli insediamenti slavi che seguirono le incursioni della fine del VI e gli inizi del VII secolo coinvolsero il Peloponneso al sud e la Macedonia al nord in misura molto maggiore della Tessaglia o Grecia Centrale, con le città fortificate che rimasero per lo più nelle mani della popolazione greca nativa. Nonostante ciò, nei primi decenni del VII secolo gli Slavi furono liberi di saccheggiare la Tessaglia e il sud relativamente indisturbati; secondo i Miracoli di San Demetrio, intorno al 615 le tribù slave arrivarono a costruire monoxyla e a saccheggiare le coste della Tessaglia e di molte isole dell'Egeo, spopolandone molte. Alcuni dei Greci nativi fuggirono nelle città fortificate, o in isole al di fuori della loro portata, o in Italia.
La creazione del thema di Hellas è datata grossomodo tra il 687 e il 695, durante il primo regno dell'Imperatore Giustiniano II (r. 685-695 e 705-711), probabilmente in diretta conseguenza della sua campagna militare del 688/689 contro gli Slavi. Il primo strategos (governatore militare) di Hellas, attestato nel 695, fu Leonzio, in precedenza strategos del thema anatolico, caduto in disgrazia in seguito alla sua sconfitta nella Battaglia di Sebastopoli, e che in seguito si rivoltò a Giustiniano e lo detronizzò. Anche se le fonti coeve assegnano il termine "thema" all'Hellas solo successivamente all'VIII secolo, usando il termine strategia (στρατηγία) al suo posto, è quasi certo che fu fondato fin dall'inizio come entità amministrativa a pieno titolo, con giurisdizione sui territori della vecchia provincia di Acaia ancora sotto controllo imperiale. Quale sia stata l'estensione originaria del thema non è chiaro ed è tuttora oggetto di dibattito, ma, sulla base di quanto si conosce sull'estensione dei territori sotto controllo bizantino, si può presumere che il suo territorio comprendesse la costa orientale della Grecia continentale (Grecia Centrale orientale con Eubea e parti della Tessaglia), e forse il Peloponneso orientale, oltre ad alcune isole dell'Egeo come Sciro e Kea. Non è chiaro se Atene o Tebe fosse il capoluogo originario della provincia, ma molto probabilmente fu Tebe, in quanto ricopriva questo ruolo con certezza ai primi del X secolo. Nella seconda metà del X secolo, tuttavia, la sede dello strategos fu trasferita a Larissa.
Dato il suo esiguo hinterland, probabilmente il thema era in origine orientato per lo più verso il mare e comprendeva le regioni costiere che la marina bizantina era in grado di controllare. Fu solo a partire dal regno di Leone III Isaurico (r. 717-741) che sono attestate importanti operazioni di terra, ma il ristabilimento completo del controllo imperiale sull'entroterra fu completato solo all'inizio del IX secolo. Giustiniano II insediò alcune migliaia di Mardaiti in Hellas, che fornivano guarnigioni ed equipaggi agli squadroni navali locali. Il numero delle truppe di terra d'altra parte rimase esiguo per l'intera durata del thema, annoverando forse 2 000 effettivi, secondo le stime di Warren Treadgold. La flotta dell'Hellas rivestì un ruolo importante nella rivolta del 726/7. Nel corso dell'VIII secolo, tuttavia, l'autorità imperiale sull'entroterra fu gradualmente estesa. Gli abitanti slavi locali furono convertiti al Cristianesimo e si sottomisero all'autorità bizantina, spesso in distretti autonomi sotto i loro archontes. Questo processo fu interrotto, ma non arrestato, intorno al 746/747 da un'ulteriore ondata di insediamenti slavi dalla Bulgaria; sembrerebbe però che i possedimenti imperiali non subirono grandi danni, e il fatto che nel 766, l'Imperatore Costantino V (r. 741-775) fu in grado di chiamare circa 500 artigiani provenienti da "Hellas e isole" a Costantinopoli suggerisce contatti sicuri e regolari tra la provincia e il centro imperiale. La spedizione anti-slava del ministro Stauracio nel 783 ripristinò ed estese il controllo imperiale ancora una volta, soprattutto nel Peloponneso e nella Grecia settentrionale. Nella Grecia Centrale e in Tessaglia, la campagna sembrerebbe essere stata per lo più una prova di forza per rinforzare la dominazione imperiale e sottomettere i nuovi insediamenti, mentre nel Peloponneso probabilmente vi furono dei combattimenti veri e propri contro gli Slavi. Anche se gli Slavi locali del Peloponneso a quella epoca non erano stati ancora completamente sottomessi, l'effettivo rinforzamento dell'autorità imperiale condusse alla separazione del Peloponneso per costituire un thema separato intorno o subito dopo l'anno 800.
Durante il IX e X secolo, l'Hellas subì le incursioni saracene, soprattutto in seguito alla conquista araba di Creta negli anni 820 e la fondazione dell'Emirato di Creta. Tra gli eventi maggiori, negli anni 880 l'emiro arabo di Tarso attaccò Euripos (Chalcis) ma fu sconfitto, e nel 902 i Saraceni condotti dal disertore Damiano di Tarso saccheggiarono la città portuale di Demetrias. Dieci navi dall'Hellas presero parte al tentativo fallimentare di riconquista di Creta sotto Imerio nel 911/2. Nel 918 e ancora nel 923, la regione subì le incursioni bulgare dello Tsar Simeone che raggiunsero finanche il Peloponneso e potrebbero aver distrutto Tebe. Nonostante ciò, a partire dalla fine del IX secolo sembrerebbe che Hellas, insieme al resto della Grecia, avesse goduto di un periodo di prosperità, con un aumento di emissioni di monete, la fondazione di nuove città e la fondazione di nuove industrie (soprattutto l'industria della seta a Tebe). La minaccia saracena recedette durante il X secolo ed era di fatto terminata come effetto della riconquista bizantina di Creta nel 960–961, ma la minaccia bulgara fu rinnovata sotto lo Tsar Samuele, che occupò la Tessaglia nel 986 e sferrò alcune incursioni devastanti nella Grecia Centrale e nel Peloponneso fino alla sua sconfitta nella Battaglia dello Spercheo nel 997.
Durante il X e XI secolo, l'Hellas era spesso governata insieme al Peloponneso dallo stesso strategos, e, con l'aumento di importanza dell'amministrazione civile, accadde lo stesso anche per le cariche civili, con i protonotarioi, praetores e kritai che avevano giurisdizione su entrambi i themata. Sembrerebbe che la Tessaglia fosse stata distaccata dall'Hellas e fosse stata inglobata nel thema di Tessalonica a partire dai primi dell'XI secolo—anche se la valle dello Spercheo rimase parte dell'Hellas—fino almeno al XII secolo. Lo strategos di Hellas è ancora attestato per gran parte dell'XI secolo, e un doux di Tebe e Euripo dopo la metà dell'XI secolo. Dalla fine dell'XI secolo, l'amministrazione congiunta di Hellas e Peloponneso passò sotto il controllo del megas doux, il comandante supremo della marina bizantina. A causa dell'assenza di quest'ultimo dalla provincia, tuttavia, l'amministrazione locale rimase sotto il praetor locale, una posizione spesso detenuta in questo periodo da prestigiosi ufficiali di alto grado come gli studiosi di diritto Alessio Aristeno e Nicola Agioteodorita. In misura sempre maggiore, tuttavia, giurisdizioni di estensione minore apparvero entro i confini di entrambi i themata. Questi finirono con l'evolvere in quei distretti fiscali di estensione minore denominati horia (sing. horion), chartoularata (sing. chartoularaton), e episkepseis (sing. episkepsis) nel XII secolo, mentre i vecchi themata di Hellas e Peloponneso gradualmente si dissolsero come entità amministrative. Le horia in particolare sono attestate solo in Grecia, e sembrerebbero aver avuto sede a Larissa, Tebe e Euripo, Atene, Corinto, e Patras.
L'XI secolo fu per gran parte un periodo di pace per la Grecia meridionale, interrotto soltanto da incursioni durante la rivolta di Petar Delyan (1040–1041), un'incursione della tribù turca degli Uzi nel 1064 e le fallimentari incursioni normanne in Tessaglia nel 1082–1083. Le repubbliche marinare italiane, soprattutto la Repubblica di Venezia, cominciarono a imporre la propria presenza nella regione verso la fine del secolo, segnando l'inizio del dominio degli Italiani nel commercio marittimo e del loro graduale controllo dell'economia bizantina: immediatamente dopo la fallimentare invasione normanna, Alessio I concesse i primi privilegi commerciali ai Veneziani, garantendo loro l'esenzione dalle imposte e il diritto di fondare colonie commerciali in certe città; in Hellas, esse erano Euripo, Tebe e Atene. I successori di Alessio tentarono a limitare tali privilegi con alterni successi—portando al sacco veneziano di Euripo nel 1171 come rappresaglia—ma nel 1198 Alessio III Angelo (r. 1195-1203) fu costretto a concederne di ancora più estensivi, permettendo ai Veneziani di creare stazioni commerciali in tutte le città situate nelle vicinanze della costa.
Nel 1148, i Normanni condotti da Ruggero II di Sicilia saccheggiarono Tebe, deportando i suoi lavoratori della seta a Palermo. L'industria della seta locale, tuttavia, sopravvisse e in parte si riprese con lavoratori ebrei come attestato da Beniamino di Tudela nella sua visita nel 1165. Sia Beniamino sia il geografo arabo al-Idrisi descrivono la Grecia alla metà del XII secolo come densamente abitata e prospera, mentre Beniamino attesta la presenza di comunità ebraiche a Tebe, Krisa, Euripo, Ravenica, e Zetouni (Lamia). La situazione cominciò a cambiare verso la fine del regno di Manuele I Comneno (r. 1143-1180), le cui dispendiose iniziative militari portarono a un aumento delle tasse. Ciò, insieme alla corruzione e al comportamento autocratico dei funzionari, portò al declino dell'industria e all'impoverimento dei contadini, eloquentemente lamentato dal Metropolita di Atene, Michele Coniata. Questo declino fu temporaneamente arrestato sotto Andronico I Comneno (r. 1182-1185), che inviò il capace Niceforo Prosouch come praetor, ma riprese dopo la caduta di Andronico.
Al volgere del XIII secolo, le tendenze centrifughe nello stato bizantino divennero sempre più accentuate. Nel Peloponneso nord-orientale, Leone Sguro, governatore di Nauplia, aveva già preso possesso di Argo e Corinto, e aveva sferrato incursioni in Attica. Approfittando che le autorità imperiali fossero impegnate nel tentativo di arrestare la Quarta crociata, nel 1204 espugnò Atene, prima di insignorirsi della Beozia e della Tessaglia senza nemmeno un combattimento. Essendo diventato il possessore di un reame quasi indipendente che comprendeva gran parte della Grecia continentale orientale, tentò di legittimare la propria posizione sposando la figlia dello spodestato Alessio III Angelo a Larissa. In seguito al sacco di Costantinopoli per mano dei Crociati nell'aprile 1204, tuttavia, la situazione cambiò: nello stesso autunno, Bonifacio I del Monferrato condusse un'armata crociata in Grecia. Leone Sguro tentò di arrestare l'avanzata dei Crociati alle Termopili, ma i suoi soldati fuggirono, e fu costretto a ritirarsi nelle sue basi fortificate nel Peloponneso, dove resistette ancora per alcuni anni. Bonifacio spartì le terre conquistate tra i suoi seguaci; i principali stati latini costituiti nell'ex regione di Hellas furono il Ducato di Atene, il Marchesato di Bodonitsa, la Signoria di Salona e la Signoria di Negroponte.

## Nella cultura di massa
La denominazione Hellas è presente anche nei nomi di alcune società calcistiche: tra queste vi sono l'Hellas Verona (la prima squadra del capoluogo veneto), l'Hellas Narni (provincia di Terni, in Umbria), l'Hellas Solofra (provincia di Avellino, in Campania), l'Hellas Pesaro (provincia di Pesaro-Urbino, nelle Marche) e l'Hellas Taranto (in Puglia).